# Milli
Pour un article plus général, voir Préfixes du Système international d'unités.
Milli (symbole : m) est le préfixe du Système international d'unités qui multiplie par 10−3 (un millième) l'unité qui le suit. Par exemple, une milliseconde est égale à un millième de seconde, et un millimètre à un millième de mètre.
Le préfixe milli- est tiré du latin mille (« mille »),,.
Il a été adopté en 1795.